# Sopa de mondongo
Sopa de mondongo – zupa (typu gulaszowego) z pokrojonych w kostkę flaków (żołądki wołowe lub wieprzowe), wolno gotowanych w bulionie z warzywami, takimi jak bataty, maniok, kukurydza, kapusta, banany, cebula, awokado i obficie przyprawiona siekaną kolendrą. Danie charakterystyczne jest dla byłych kolonii hiszpańskich w Ameryce Łacińskiej i na Karaibach.
Różne wersje zupy można znaleźć w całej Ameryce Łacińskiej, gdzie uzyskała ona lokalne odmiany, zależne od dostępnych składników i przypraw. Często przyprawia się ją kminkiem i latynoamerykańską przyprawą achiote (źródło barwnika annato). Lokalne odmiany zwykle zawierają dodatkowe składniki, takie jak chude mięso wieprzowe, nóżki wieprzowe, kolumbijskie chorizo i szpik kostny. Na Dominikanie dodaje się sos pomidorowy.
Ze względu na swoje odżywcze składniki jest zwykle traktowana jako pełnowartościowy posiłek, podawany głównie z białym ryżem lub gotowanym maniokiem.

## Galeria

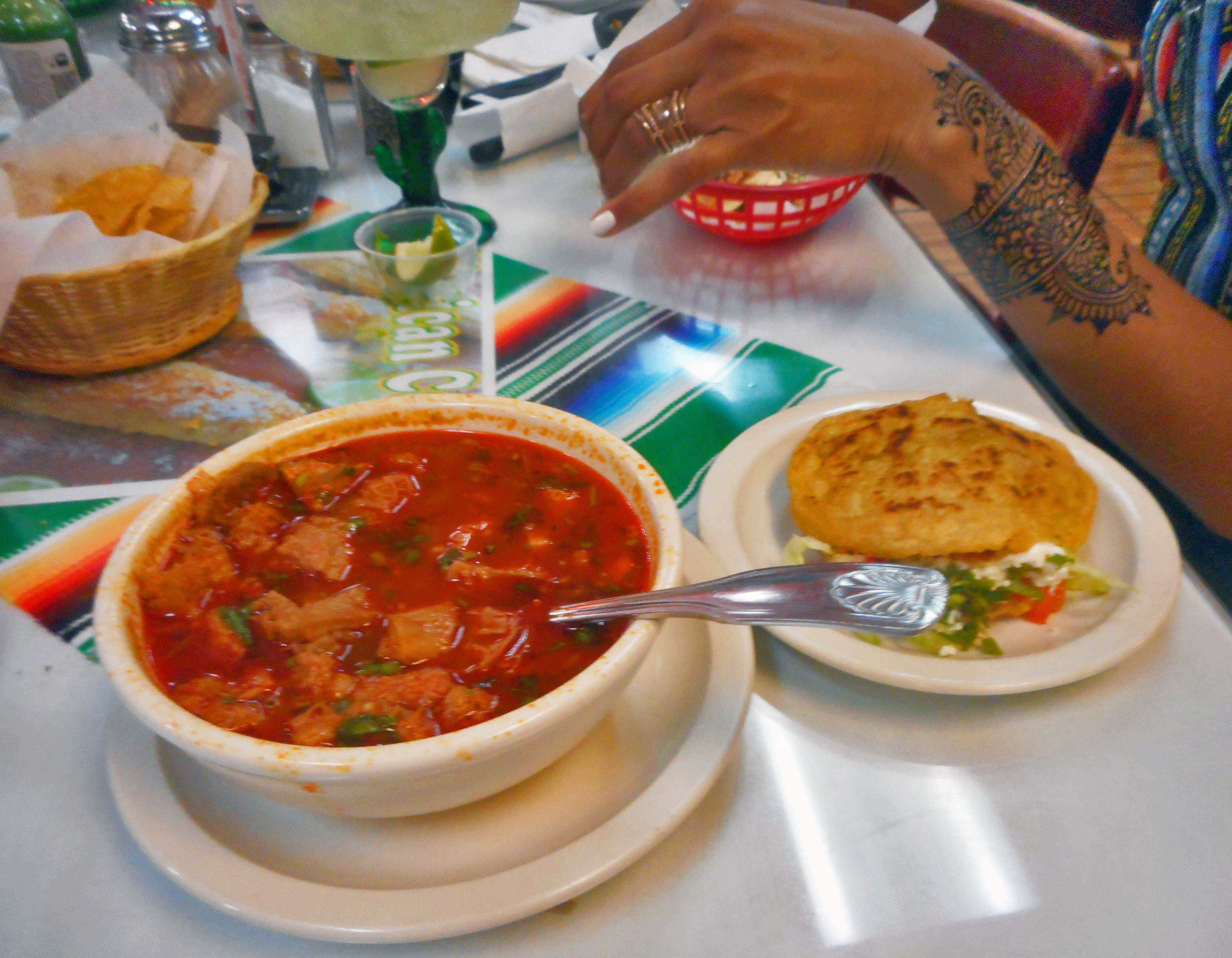
Zupa z gorditą w Meksyku
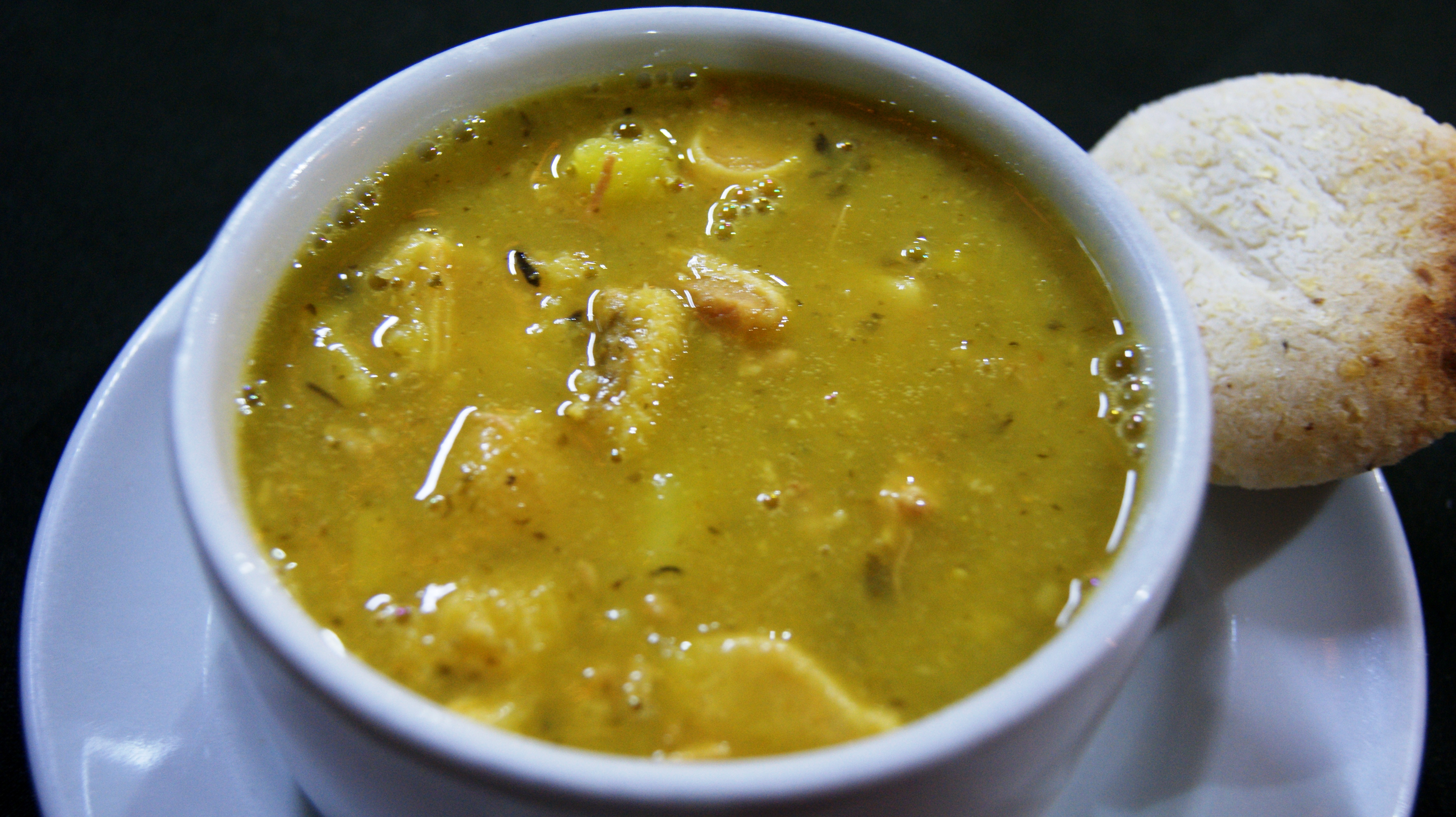
Zupa w Medellin (Kolumbia)